# Tanque Embrujado
El Tanque Embrujado es un personaje de historietas de guerra que fue creado por la editorial DC Comics, cuya primera publicación se dio en la revista de historietas de guerra G.I. Combat, entre 1961 a 1987, creado por el escritor y editor de la editorial Robert Kanigher y artista Russ Heath, y cuya primera aparición se da en G.I. Combat Vol.1 #87 (mayo de 1961).
La historia central sobre el personaje se trata sobre el espíritu fantasmal del general confederado del siglo XIX el General James Ewell Brown Stuart, el cual explica que fue enviado por el espíritu del gran líder macedónico Alejandro Magno, para que actúe como guardián de sus dos descendientes, el teniente Jeb Stuart (nombrado en las primeras aventuras como Jeb Stuart Smith, pero acortado su nombre como Jeb Stuart) quien conducía el tanque ligero M3 Stuart.
"El Tanque embrujado" era a menudo el principal personaje que aparecía a menudo en las historietas de G.I. Combat y que solo fue superado por el Sgto. Rock como el otro personaje militar veterano de la editorial DC que tuvo su serie más veterana sobre guerra.

## Biografía ficticia sobre el personaje

### Pre Crisis
Su origen se remonta a las páginas de G.I. Combat #114 donde se revela que en el momento de la llegada del fantasma, Jeb es sargento del ejército de los Estados Unidos que comanda una lucha con su tanque M3 Stuart con los aliados en la campaña del norte de África. Jeb y sus hombres son amigos de infancia que se habían ofrecido al ejército para comandar la compañía de caballería mecanizada, cuando la Segunda Guerra Mundial inició. La tripulación original consta de Jeb como comandante del tanque; Arch Asher, el cargador; Rick Rawlins, el artillero; y Slim Stryker, como el conductor.
Al fantasma del General Stuart no le importa inicialmente su misión, pero queda impresionado con el espíritu de lucha de Jeb y compañía. Jeb honra aún al fantasma al decorar el tanque con una bandera de la Unión confederada en su tanque "embrujado". Jeb, sin embargo, es el único que puede ver o escuchar al General. Su equipo cree que está volviéndose loco, pero continuarían siguiendo su liderazgo ya que él tiene la suficiente y sólida experiencia táctica (provocada a través de su continua experiencia que adquiere con la ayuda del General, que por lo general le da pistas crípticas sobre los acontecimientos futuros) y aun así muy rara vez falla en sus misiones.
Como los combates del Tanque Embrujado que tuvo en la campaña de África hasta el teatro de operaciones en Europa, el equipo pasa a través de varios tanques M3. Cuando su último de los M3 es destruido, la tripulación escarva por la búsqueda de repuestos entre los restos de un "cementerio de tanques" para poder reconstruir por ellos mismos un nuevo tanque, conocido como el "Jigsaw Tank", el principal punto que les permite para el vehículo de combate.Entre las modificaciones que obtienen para el nuevo tanque, es la obtención de un sistema del tanque ruso T-34 Hull, el sistema de suspensión Christie y un motor ruso diesel de 12 cilindros Y2 de 500 H.P. Los 15 pies que mide la oruga para las ruedas del tanque de excelente tracción que resultó ser capaz de obtener velocidades hasta 21 mph
Después de una desastrosa misión planeada para rescatar al hijo del comandante General Norton en un campamento de prisioneros de guerra alemán (basado en el incidente conocido como Task Force Baum), la tripulación del Tanque Embrujado se encuentran perdidos tras las líneas enemigas y pasar varias historias en su batalla en su camino de regreso al frente. Durante esta historia, recogen a Gus Gray, un soldado afroamericano que había escapado del mismo campo de prisioneros. Días después, Arch muere ahorrándoles tiempo para que escapen de un suicida tanque alemán antes de que explote y Gus toma su lugar en el equipo.
Más adelante en la guerra, Slim también es muerto en acción y el más viejo veterano Bill Craig es sustituido. el hijo de Craig, Eddie también se une al equipo para otras aventuras adicionales más, asumiendo la posición de cargador y permitiendo a Gus que actúe como segundo artillero.
El tanque de Jigsaw es finalmente reemplazado por un tanque M4 Sherman que terminan utilizando hasta el final de la guerra. A pesar de una historia involucra al fantasma del general William T. Sherman para ser asignado al tanque una vez que el equipo cambia al tanque 'Sherman, fantasma del general Stuart sigue velando por el equipo hasta el final de la guerra.
Sus misiones terminaron cuando G.I. Combat fue cancelado la serie en el #288.

### Crisis en las Tierras Infinitas
Así mismo, fue protagonista durante los acontecimientos de la "Crisis en las Tierras Infinitas" ayudando a los héores durante la Segunda Guerra Mundial junto a sus otros compañeros de batalla en la guerra el Sgto. Rock. el Comando de los Perdedores a defender las torres que permitirán salvar al Multiverso que fueron construidas por el Monitor de la invasión de los Demonios Sombra, que fueron enviados por el Antimonitor.

## Historias sobre sus apariciones posteriores

### Post Crisis
La serie de historietas tras los acontecimiento de la serie crossiver limitada "Crisis en las Tierras Infinitas", se inició la publicaicón de una revista de historietas donde se contaban los orígenes y apariciones de personajes, la Secret Origins Vol.2 #14 (1986), ofrecida en las páginas del Escuadrón Suicida, revelan que Jeb Stuart es ascendido a general después de la guerra, pero no se hace mención de lo sucedido a los demás integrantes de su compañía. La historia también revela que Stuart se convierte en padrino de Richard Rodgers Flag, cuyo padre formó parte de la II brigada (de la que formó parte Haunted Tank) en la Segunda Guerra Mundial. Rick Flag llevaría posteriormente la segunda y tercera encarnación de la Brigada, y Stuart es fundamental al ayudar a Amanda Waller en la formación de la tercera encarnación de la Brigada en la década de 1980. El ahora anciano General Stuart aparecería en las páginas Escuadrón Suicida #49-50, sobre la búsqueda de ayuda para la Brigada para poder rescatar el único hijo de Flag, que ha sido secuestrado. Desde que recientemente que Flag puso de manifiesto que había sido una falsa identidad implantada por un soldado llamado Anthony Miller, el verdadero papel que le quedó claro de Stuart en el fondo con Flag se ha aclarado.
En las páginas de Halcón y Paloma Anual #1 (1990), el fantasma del general ayuda a los héroes Halcón y Paloma y al equipo Titanes del Oeste a escapar del infierno y a un equipo de fallecidos supervillanos.
El tanque y su tripulación original aparecen brevemente en el los números #46- y #47 de la serie The Demon, los miembros del equipo Stuart les dan inexplicablemente dados otros nombres, como Arch Stanton, Rick Parsons y Slim Kilkenny. La brigada y Etrigan el Demonio recuperan el depósito de un almacén militar y es restaurado a través de magia. Ellos trabajan juntos para detener a unos nazis demoníacos que están arrasando a todo Texas. Todas las fuerzas enemigas se destruyen y el tanque que estaba a un lado de ellos está cubierto de arena del desierto. El Tanque Embrujado y su tripulación original también volverían a aparecen en la maxiserie limitada de 1999 "Dia del Juicio" en las páginas de la historieta de Anarky. En esta edición, pelean las fuerzas demoníacas en forma de entidades históricas que desean derrocar al presidente. La historia termina antes que la misma batalla.

### Jen Stuart
Jeb Stuart, que se encuentra entre la vida y la muerte se convirtió en la guía espiritual de su nieta, la teniente Jennifer Stuart. Jen Stuart operaría un depósito de vehículos de asalto avanzado, allí encontró el Vehículo Cyber-Comando, que se convirtió en el nuevo Tanque Embrujado. Jeb reflexiona y compara sus aventuras que tuvo al lado del fantasma del General Stuart. Los dos ayudan al grupo de superhéroes conocidos como Power Company, al colaborar en la derrota de una amenaza interdimensional que se había previsto para conquistar la Tierra para asesinar, mutilar y mezclarse entre la raza humana. Durante la misión de Jen es superada por ciertas dudas tan graves como cuando ella no está segura de seguir los consejos tácticos de su abuelo son reales o de algún tipo de alucinación. Sin embargo, así como el consejo del general Sherman frente a ella, logra finalmente demostrarle su presencia con un sonido y la amenaza es derrotada. Jeb es capaz de hablar con el general Stuart, así como este de fantasma a fantasma, y luego este se recupera, para conocer posteriormente a su nieta en la habitación del hospital. Gracias a la motivación de ella para su recuperación, todo lo que ella experimentó fue realmente su mejor consejo.
El Tanque Embrujado aparece en la más reciente encarnación de la serie de historietas conocida como Tales of the Unexpected. Ayudan al Doctor Thirteen y otros personajes heroicos a rescatar a Traci Thirteen de las manos de guerrillas nazis. Fantasma del general se caracteriza principalmente, por involucrarse en una pelea de espadas contra el fantasma del pirata el Capitán Fear. Dado que ambas entidades han fallecido, el daño que tienden hacerse el uno al otro es inútil.

### Tanque Embrujado de Vertigo y otras Publicaciones Posteriores en DC Comics
El tanque original, frecuentemente hace una aparición especial en una miniserie del sello editorial de DC Comics Vertigo de 2008 sobre el Sgto. Rock: "The Lost Battalion", una historia que acontece en octubre de 1944, contando con Rick, Slim y Jeb (nombrado aquí como Jeb Stuart Smith una vez más). Arch sigue vivo en este momento, pero es descrito estando herido pero no aparece. El Tanque Embrujado fue convocado en la historia "Está aquí como un genuino pedazo de chatarra americana con un moderno poder de fuego" por el Narrador, William J. Kilroy, que lo describe como un clásico grafiti de la Segunda Guerra Mundial de una de las ilustraciones diciendo "Kilroy was here".
En la colección rústica limitada de "DC Showcase", en formato a blanco y negro sobre el Tanque Embrujado Vol.1, se recolecta una serie de historias publicadas entre 1961 y 1965, publicado en 2006. El Tanque Embrujado Vol.2, otra de sus recopilaciones de una serie de historias publicadas entre 1966-1972, fue publicado en mayo de 2008.
En una edición especial de coleccionistas "Snapshot: Recuerdos" en la miniserie retrospectiva llamada Universo DC: Legados #4, estableció una reunión el 4 de julio de 1976, Jeb Stuart está enseñando historia americana en el Calvin College (la academia donde estudió el Atom de la edad de oro estudió) y cuenta que no había hablado con el general en años.
Se hizo una publicación de un solo número (one shot) fue publicado en 2010, con una historia sobre el Tanque Embrujado. En esta historia, ambientada en 1944, y durante la liberación Francesa, Jeb Stuart y su equipo tienen una rivalidad amistosa con el teniente Billy Sherman, quien comanda un M4 Sherman. Sherman es asesinado por francotiradores alemanes y Jeb, asesorado por el general, utiliza tanque M4 Sherman para detenerlos. Al final de la historia se revela que el Teniente Sherman fue así mismo guiado por el General William T. Sherman y otros dos generales de fantasmas que discutían la situación.

## Otras versiones: El Tanque Embrujado de Vertigo
El Tanque Embrujaddo regresó en 2008 con su propia miniserie limitada en el sello editorial Vertigo, siendo escrito por Frank Marraffino, y el arte de Henry Flint. Esta miniserie, estuvo ambientada durante la Operación Libertad Iraquí, y cuenta con el general convirtiéndose en tutor al poseer un tanque M1 Abrams, comandado por un sargento afroamericano de apellido Stuart, que (al menos inicialmente) no toma amablemente a las actitudes y el lenguaje respecto a la carrera anticuada del fantasma. La miniserie sirve como una amarre, y no tuvo prohibida la sátira sobre toda una gama de racismo tanto casual e institucionalizada. El descendiente del General Stuart, recae en el soldado Jamal Stuart uno de sus tataranietos.

## Apariciones en otros medios

### Apariciones en la Televisión
El Tanque Embrujado aparece en la serie animada de "Batman: The Brave and the Bold", en el episodio "La Amenaza de los Madniks!". Sin embargo, solo el fantasma del General Jeb Stuart es protagonista como conductor y el artillero del tanque M3. Él ayuda a Batman a luchar contra Ma Murder y su pandilla. La secuencia es también una parodia a los Duques de Hazzard, con el tanque saltando por encima de un puente durante una de sus hazañas del episodio.

### Propuestas para llevarla al Cine
J. Michael Straczynski dijo a Film Buff Online que le gustaría ver encantada una versión cinematográfica sobre el Tanque Embrujado que fuese llevada al cine.

### Varios
El Tanque Embrujado apareció en el número 5 de la historieta de la serie animada de Batman: The Brave and the Bold, Ayuda a Batman en su lucha contra Key.

### Teen Titans Go
El "Tanque embrujado", es nombrado en el capítulo 16 de la segunda temporada, titulado "locura de anuario". Y en un episodio con temática de Halloween estrenado en 2023, tiene de principal protagonista al "Tanque Embrujado".